# Meseta Atherton

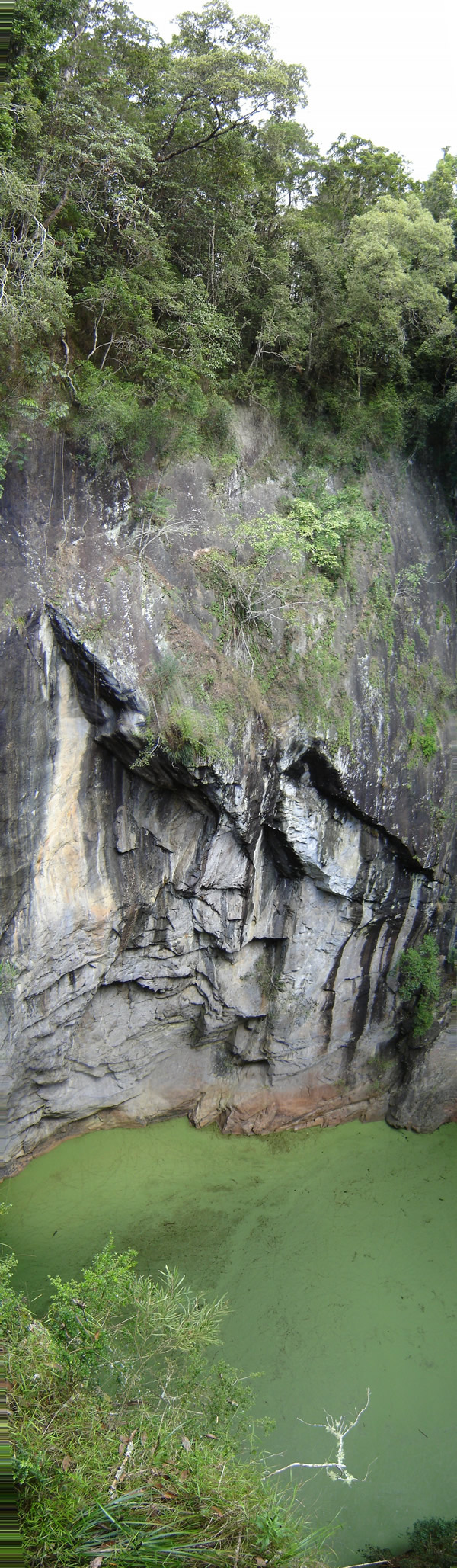
El Monte Cráter Hypipamee en la Meseta Atherton.

La Meseta Atherton (Atherton Tableland ) es una fértil altiplanicie la cual parte de la Gran Cordillera Divisoria en Queensland, Australia. Se localiza del oeste al sudoeste desde Cairns, adentro del trópico, pero su ubicación elevada provee un clima adecuado para la ganadería lechera. Esta tiene un área de alrededor de 32 000 km² con una altitud promedio entre 600 y 900 m. La fertilidad de los suelos en la región pueden ser atribuidos a los orígenes volcánicos de la tierra.
El principal río que fluye por la meseta es el río Barron, el cual fue represado para formar una reserva de irrigación llamada Lago Tinaroo.
El área fue originalmente explorada por su potencial minero donde depósitos de estaño y un poco de oro se encontraron.

## Fisiografía
Esta área es una sección fisiográfica bien determinada de la más grande provincia de North Queensland Highlands, la cual a su vez es parte de la más grande división fisiográfica Gran Cordillera Divisoria.

## Poblaciones de la Meseta Atherton
- Atherton

## Industria
Atherton fue por primera vez explorada por JV Mulligan en 1875, fue John Atherton quien colonizó en 1877 cerca del poblado que ahora lleva su nombre. 
Originalmente el ganadero John Atherton fue el primero en encontrar los depósitos de estaño en el norte de Queensland. Una afluencia de mineros de los campos de oro cercanos siguió. La construcción de un camino por la meseta trajo una segunda afluencia, esta vez los taladores vinieron por el oro rojo (cedro rojo) del bosque. Aunque la explotación de estaño fue la mayor actividad en la meseta, Atherton le debe su existencia a la madera ya que tiene grandes extensiones de cedro rojo, kauri, maple, frijol negro, nogal, haya blanca y roble tulipán rojo fueron procesados para la demanda de material.
Antes de que la población de Atherton se desarrollara un barrio chino saltó a la existencia. Los chinos se habían movido de los yacimientos de oro cercanos al área de Atherton, donde los grandes sitios de bosques habían sido clareados para dar lugar a las actividades agropecuarias. Los chinos fueron considerados pioneros de la agricultura en el norte de Queensland ya que el 80 % de los cultivos fueron cosechados por ellos y jugaron un papel vital en la apertura del área para la colonización. Después de la agricultura ellos se volvieron a la industria láctea. Ya que la población del barrio chino aumentaba, pequeñas tiendas aparecieron, pozos fueron excavados para proveer agua, había cocineros, hierberos, doctores y comerciantes etc. Las chozas de madera fueron reemplazadas por casas de madera con verandas y techos de acero corrugado. En 1909, el barrio chino había llegado a ser la más grande concentración de chinos en las mesetas con una población de 1100. Hoy el templo de Hou Wang Temple permanece como uno de los pocos recuerdos de la Antigua población china de la Meseta Atherton.
El ataque a Pearl Harbor tuvo un gran impacto en la región del Pacífico y Atherton sintió la estocada de este acontecimiento. Los pobladores de la costa afectados por el pánico comenzaron a llegar en grandes números y se movieron tierra adentro. Afortunadamente, la única invasión en alcanzar Atherton fue por el Ejército Australiano quienes consideraron las mesetas como un ideal puesto de control para la Guerra del Pacífico (1937-1945) .
En la Segunda Guerra Mundial, las tropas australianas acamparon alrededor del distrito de antes de ser enviados al frente del pacífico y lo hicieron otra vez. Muchos soldados fueron enterrados en el Cementerio de Guerra en Atherton.
Los vegetales cultivados alrededor de Atherton incluyen caña de azúcar, maíz, aguacates, fresas, macadamias, mangos y citrus. El tabaco fue también cultivado por muchos años. Ganadería lechera y de engorde así como avicultura también están presentes en la meseta. 
El turismo contribuye también a la economía de la meseta, con Tinaroo Dam siendo un punto de atracción. Yungaburra se está convirtiendo en un destino de turismo con un gran número de restaurantes y Bed and Breakfasts.

## Lugares de interés
- Lago Barrine
- Lago Eacham
- Parque nacional Undara Volcánico
- Parque nacional Meseta Hann
- Monte Cráter Hypipamee - están ubicadas 23 km al suroeste de Atherton.